# Parafia św. Jana Pawła II w Krzeszowicach
Parafia św. Jana Pawła II w Krzeszowicach – rzymskokatolicka parafia należąca do dekanatu Krzeszowice archidiecezji krakowskiej. Została utworzona w 2012 przez Stanisława Dziwisza.